# Đất Mẹ
Đất Mẹ – pierwsza i jedyna pełnowymiarowa studyjna płyta wietnamskiego zespołu Atomega. Wydana w 1997 nakładem Vafaco Records. Była to pierwsza płyta metalowa wydana w Wietnamie.

## Lista utworów
1. Mưa Trong Cuộc Đời (CCR cover) – 3:55
2. Khi Ta Còn Xanh (Steppenwolf cover) – 4:06
3. Nếu Không Có Em – 5:01
4. Ảo Ảnh (Nirvana cover) – 4:53
5. Trái Tim Sắt – 5:06
6. Tình Xa (Skyline cover) – 6:10
7. Đất Mẹ – 5:59
8. Bụi Hồng – 4:28
9. Giáo Đường Nguyên Tử – 4:50

Całkowity czas trwania 44:28

## Skład
- Quang Thắng – wokal, gitary
- Bửu Minh – gitary
- Hoàng Vũ – klawisze
- Đức Huy – perkusja
- Ngọc Tuấn – bas